# Eleições municipais em Rio Branco em 1982
As eleições municipais em Rio Branco em 1982 ocorreram em 15 de novembro, como parte das eleições municipais no Brasil naquele ano nos 23 estados e nos  territórios federais do Amapá e Roraima. Sendo uma capital de estado, a cidade acreana estava sob a égide do Ato Institucional Número Três, motivo pelo qual elegeria apenas os 13 vereadores, pois a escolha do novo prefeito caberia ao governador Nabor Júnior em 1983.
Nascido em Rio Branco, o engenheiro civil Flaviano Melo formou-se no Centro Universitário Geraldo Di Biase em Barra do Piraí em 1974, com especialização pela Universidade Federal do Rio de Janeiro. Funcionário da Mendes Júnior, trabalhou nas obras da Ponte Rio-Niterói e do Metrô do Rio de Janeiro antes seguir para Recife e Salvador. De volta ao Acre, filiou-se ao PMDB a exemplo de seu pai, o deputado estadual Raimundo Hermínio de Melo, a tempo de ser nomeado prefeito de Rio Branco em 1983 pelo governador Nabor Júnior.

## Resultado da eleição para prefeito
Mediante eleição realizada pela Assembleia Legislativa do Acre, vinte e um deputados estaduais votaram a favor da indicação, um contra e dois em branco.
| Candidatos a prefeito de Rio Branco | Candidatos a vice-prefeito | Número | Coligação            | Votação | Percentual |
| ----------------------------------- | -------------------------- | ------ | -------------------- | ------- | ---------- |
| Flaviano Melo PMDB                  | -                          | 15     | PMDB (sem coligação) | 21      | 95,45%     |
| Fontes:                             |                            |        |                      |         |            |

## Resultado da eleição para vereador
São relacionados os candidatos eleitos com informações complementares da Câmara Municipal de Rio Branco.
| Vereadores de Rio Branco     | Partido | Votação |
| ---------------------------- | ------- | ------- |
| Edmundo Pinto                | PDS     | 1.228   |
| Marciliano Fleming           | PMDB    | 1.218   |
| Airton Rocha                 | PMDB    | 1.094   |
| José Augusto Araújo de Faria | PDS     | 1.011   |
| Mauri Sérgio                 | PMDB    | 990     |
| Helder Paiva                 | PDS     | 989     |
| Paulo Pinheiro               | PDS     | 884     |
| Adauto Teixeira de Paiva     | PMDB    | 824     |
| Francisco Marinheiro         | PDS     | 805     |
| Manoel Lira                  | PMDB    | 769     |
| Omar Marques                 | PMDB    | 744     |
| João José de Araújo          | PMDB    | 722     |
| José Aníbal Tinoco           | PDS     | 721     |
| Fontes:                      |         |         |